# Agonia della Terra
Agonia della Terra (City At World's End) è un romanzo di fantascienza dello scrittore statunitense Edmond Hamilton pubblicato nel 1950. 

## Storia editoriale
Il romanzo è stato pubblicato per la prima volta nel 1950 sul numero di luglio della rivista Startling Stories e in formato paperback l'anno seguente.
Il romanzo ha ispirato il soggetto della storia a fumetti di Superman intitolata Superman Under the Red Sun pubblicata nel numero 300 di Action Comics del 1963, scritta dallo stesso Hamilton.

## Trama
(Edmond Hamilton Agonia della Terra)
In piena guerra fredda, nella cittadina di Middletown, nel Middle West statunitense, in un laboratorio governativo segreto, alcuni scienziati sono impegnati nella ricerca e sviluppo di nuove armi; tra di loro lavora il giovane John Kenniston chiamato Ken. Improvvisamente ha inizio la guerra nucleare e una nuova bomba "superatomica" viene sganciata sulla cittadina. All'inizio nulla sembra accadere ma ben presto gli scienziati si accorgono che il paesaggio è cambiato drasticamente, così come la temperatura dell'aria, improvvisamente rigida e il colore del sole, virato sul rosso. Dalla posizione delle stelle il capo del laboratorio, l'anziano fisico Hubble, capisce che l'esplosione della nuova arma, sganciata dal nemico proprio sulla verticale del laboratorio segreto, è stata così potente da sconvolgere il tempo, fino a scaraventare la cittadina di Middletown con i suoi abitanti, milioni di anni nel futuro. La vita nella cittadina diventa impossibile a causa delle temperature rigide ma fortunatamente una spedizione esplorativa riporta la notizia che, seppure sulla Terra l'uomo sembra essersi estinto da tempo immemorabile, a pochi chilometri di distanza vi è una città protetta da una cupola nella quale sarebbe possibile sopravvivere al freddo. Ken, con l'aiuto di Hubble, riesce a convincere l'inetto sindaco, Bertram Garris, a trasferire tutta la popolazione sotto la cupola, cosa che avviene nel giro di pochi giorni. Ken è impegnato con i colleghi a tentare di rimettere in funzione le futuribili apparecchiature della città tra cui un misterioso apparato di comunicazione. Nonostante la città assorba calore dal sottosuolo per mezzo di un chilometrico pozzo, il nucleo della Terra è quasi esaurito e la sopravvivenza in pericolo. I tentativi di comunicare con l'esterno tengono impegnato Ken distraendolo dal rapporto conflittuale con la fidanzata, Carol, che rinfaccia a lui e agli altri scienziati la responsabilità di aver attirato su Middletown il proditorio attacco nemico.
Ben presto poco distante dalla cupola atterra un'astronave, attirata dai messaggi di aiuto di Ken. Ne scendono alcuni uomini e alieni antropomorfi capeggiati da una donna. Le iniziali reazioni aggressive degli abitanti di Middletown, motivate dalla paura nei confronti degli alieni, vengono subito sedate con l'utilizzo di raggi immobilizzanti. Una volta chiarite le buone intenzioni dei visitatori, essi si presentano: la donna si chiama Varn Allan ed è la governatrice del settore dell'universo di cui fa parte la Terra e con lei vi sono lo storico Pier Eglin e il vice della governatrice, Norden Lund. L'astronave Thanis proviene da Vega 4 e l'equipaggio è composto da un assortito gruppo di alieni, scienziati e tecnici che in poco tempo rimettono in funzione le apparecchiature di sostentamento della città ridando elettricità e calore alle abitazioni. L'entusiasmo dei Terrestri tuttavia ha breve durata: da un colloquio con uno dei tecnici, l'umanoide Gorr Holl, Ken viene a sapere che la legge in vigore nell'Universo, prevede che i pianeti morenti vengano evacuati e gli abitanti trasferiti altrove. A nulla valgono le rimostranze dei Terrestri che, constatata la determinazione di Varn Allan a far rispettare le regole già applicate in numerose circostanze, iniziano a organizzarsi per una difesa armata sotto il comando del sindaco. L'intransigenza di Allan è fomentata dall'arrivista Norden Lund che vede nel possibile fallimento della missione affidata alla governatrice un'opportunità per un suo avanzamento gerarchico. In aiuto dei terrestri si schierano alcuni alieni le cui popolazioni hanno a loro volta subito la diaspora. Gorr Holl suggerisce a Ken di chiedere un colloquio con i maggiori rappresentanti del Governo universale appellandosi contro la decisione; in effetti una teoria scientifica, sviluppata dallo scienziato alieno Jon Arnol ma osteggiata dal Governo conservatore, potrebbe ridare vita e calore alla Terra. Ken si imbarca sulla Thanis mentre sulla Terra fervono i preparativi per una difesa ad oltranza dell'indipendenza terrestre. Sul pianeta Vega 4 la richiesta di Ken viene respinta ma la deriva violenta dei suoi concittadini convince l'uomo, appoggiato da molti altri alieni e dallo stesso scienziato Jon Arnol, a tentare comunque di salvare la terra riattivandone il nucleo con una bomba sperimentale. Ken fugge sulla Terra su di un'astronave, in compagnia degli umanoidi intenzionati ad aiutarlo, tra cui Gorr Holl e Jon Arnol. Nel frattempo Noden Lund, che aveva avuto un ruolo decisivo nel rigetto della richiesta dei Terrestri di non essere trasferiti su di un altro pianeta, intuisce il piano di Ken e in compagnia di Varn Allan tenta di ostacolarlo. I due tuttavia vengono presi prigionieri dai ribelli e trasferiti sulla nave diretta verso la Terra, in fuga dalle forze governative che intendono imporre con la forza ai Terrestri la diaspora. Durante il viaggio Ken e Varn hanno modo di conoscersi meglio e, pur non confessandolo apertamente, sono attratti reciprocamente.
Giunti sulla Terra, viene subito approntata la bomba e calata nelle profondità attraverso il chilometrico pozzo di riscaldamento già scavato nel sottosuolo. La bomba esplode con successo e il Governo, i cui rappresentanti giungono poco dopo l'esplosione, non possono fare altro che prendere atto della efficacia della scoperta scientifica che sta lentamente avviando il riscaldamento del pianeta. Il Governo deve quindi accettare che la stessa procedura venga tentata sugli altri mondi morenti allo scopo di renderli nuovamente abitabili e ripopolarli. La fidanzata di Ken, molto diversa da lui e refrattaria ai cambiamenti, decide di lasciarlo; l'uomo attratto da nuove sfide nello spazio decide dal suo canto di abbandonare la Terra in compagnia di Varn Allan, retrocessa di grado dal Governo per aver fallito il compito, alla quale confessa il suo amore. L'arrivismo di Norden Lund viene punito e anche lui viene retrocesso.

## Personaggi
John "Ken" KennistonGiovane scienziato impiegato nel laboratorio segreto di Middletown.
HubbleL'anziano fisico a capo del laboratorio sperimentale di Middletown.
Carol LaneLa fidanzata di Kenniston.
Bertram GarrisIl sindaco di Middletown
Louis CrisciScienziato collega di Kenniston.
Varn AllanLa governatrice del settore dell'universo di cui fa parte la Terra. Non riesce a gestire la protesta dei Terrestri, contrari al coatto trasferimento in massa dal loro pianeta morente, vittima delle macchinazione del suo sottoposto, Norden Lund, viene retrocessa di grado.
Norden LundL'arrivista vice governatore. Farà di tutto per mettere in cattiva luce Varn Allan agli occhi del loro superiore, Mathis, ma rimarrà vittima della sua stessa macchinazione.
Pier EglinLo storico giunto da Vega a bordo dell'astronave Thanis.
Gorr HollL'umanoide giunto sulla terra a bordo dell'astronave Thanis, originario di Capella. Capo tecnico atomico, è contrario all'abituale politica di trasferimento degli abitanti dei pianeti morenti, aiuta i Terrestri a ridare vita al loro pianeta.
Jon ArnolScienziato alieno, ideatore di una tecnica per ridare vita e calore ai pianeti morenti. Le sue teorie sono invise ai Governatori e decide di trasgredire ai loro ordini pur di provare la validità dei suoi studi, riattivando il nucleo della Terra.

## Edizioni
- (EN) Edmond Hamilton, City At World's End, in Startling Stories, XXI, n. 3, Better Publications, Inc., luglio 1950.
- (EN) Edmond Hamilton, City At World's End, 1ª ed., New York, Frederick Fell, 1951.
- Edmond Hamilton, Agonia della Terra, collana I romanzi di Urania, traduzione di Pietro Leoni, n. 23, Milano, Mondadori, 1953.
- Edmond Hamilton, Agonia della Terra, collana Urania, traduzione di Pietro Leoni, n. 386, Milano, Mondadori, 1965.
- Edmond Hamilton, Agonia della Terra, in Urania Millemondinverno 1976, traduzione di Pietro Leoni, n. 10, Milano, Mondadori, 1976.
- Edmond Hamilton, Agonia della Terra, collana Biblioteca di Nova SF*, traduzione di Ugo Malaguti, n. 13, Perseo libri, 1994.
- Edmond Hamilton, Agonia della Terra, in Urania Millemondiestate 2001, traduzione di Pietro Leoni, n. 30, Milano, Mondadori, 2001.